# Eugène Hubert
Eugène Pierre François Hubert (Sint-Joost-ten-Node, 8 mei 1853 - Luik, 1 februari 1931) was een Belgisch politicus, historicus en hoogleraar aan de Katholieke Universiteit Leuven.

## Biografie
Eugène Hubert promoveerde in 1873 tot doctor in de letteren en de wijsbegeerte aan de Katholieke Universiteit Leuven. Vervolgens gaf hij les aan het gemeentelijk college in Leuven, het atheneum van Brussel en het atheneum van Luik. Zijn interesse in geschiedenis bracht hem ertoe de moderne geschiedenis vanaf de 18e eeuw te bestuderen, met name de hervormingen van keizer Jozef II en de regering van keizerin Maria Theresia. Hij volgde lessen bij Paul Fredericq aan de Universiteit van Luik en behaalde in 1882 bij Fredericq een bijzonder doctoraat in de historische wetenschappen, over de toestand van de protestanten in België, van keizer Karel V tot Jozef II.
In 1883 verhuisde Fredericq naar de Rijksuniversiteit Gent en volgde Hubert hem in Luik op. Hij doceerde er nationale geschiedenis, hedendaagse geschiedenis en diplomatieke geschiedenis van Europa in de 19e eeuw. Hij aanvaardde ook een leeropdracht aan de École normale des humanités. In 1923 ging hij met emeritaat. In zijn onderricht en onderzoek ging Huberts aandacht uit naar archiefbronnen en diplomatieke correspondentie. Hij was tevens:
- gewoon lid van de Académie royale de Belgique (vanaf 1913),
- werkend lid van de Koninklijke Commissie voor Geschiedenis (vanaf 1919),
- rector van de Universiteit van Luik (1918-1921),
- laureaat van de Prix quinquennal d’histoire (1921),

Van 1921 tot 1922 was hij extraparlementair voor de Liberale Partij minister van Kunsten en Wetenschappen. In oktober 1922 nam hij echter ontslag.